# Libín (rozhledna)
Rozhledna Libín (dříve Kronprinz-Rudolf-Turm) je 27 metrů vysoká kamenná rozhledna na vrcholu hory Libín (1094 m) v Šumavském podhůří nad městem Prachatice. V blízkosti rozhledny stojí rovněž horská chata a telekomunikační věž.

## Historie
Roku 1880 byl založen Šumavský klub turistů, patřící k Rakouskému turistickému klubu. Byli v něm hlavně Němci bydlící v Prachaticích a okolí. V lednu roku 1881 se konala první výroční schůze při níž vedení rozhodlo, že postaví rozhlednu na Libíně. Pro stavbu byl schválen návrh vídeňského architekta Vyskočila. Výslednou peněžní částku se nakonec podařilo složit z různých zdrojů – od členských příspěvků po dary bohatých příznivců klubu. Po dvou letech stavby se pak rozhledna dočkala slavnostního otevření 16. září 1883, pojmenována byla po korunním princi Rudolfovi.
Roku 1935 dostal rozhlednu do správy Klub československých turistů. Ten uvažoval o zastřešení a prosklení vyhlídkové terasy, ale z toho kvůli válce sešlo. Až roku 1994 byla rozhledna opravena a natřena a tak slouží dodnes.

## Technické parametry
Rozhledna má válcovitý tvar a výšku 27 m.

## Výhled

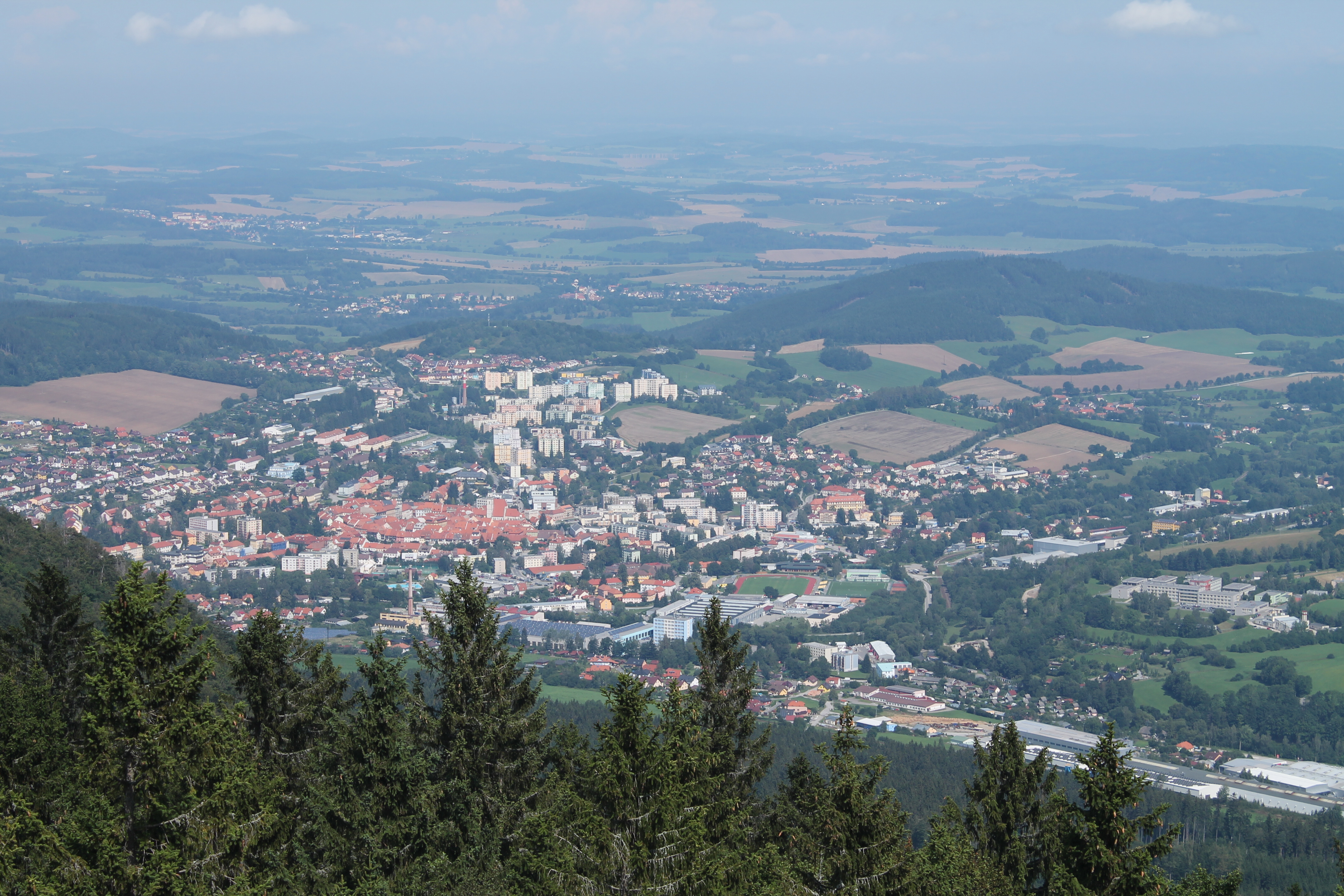
Pohled na Prachatice z rozhledny Libín

Z rozhledny lze spatřit město Prachatice a velkou část Šumavy, dále lze dohlédnout na Novohradské hory, Českobudějovickou pánev a také horu Kleť s rozhlednou a vysílačem. Je vidět i na Písecko, Strakonicko a Brdskou vrchovinu. Za dobré viditelnosti je možné dohlédnout dokonce i na Alpy.